# Abborragylet (Jämshögs socken, Blekinge)
Abborragylet är en sjö i Olofströms kommun i Blekinge och ingår i Skräbeåns huvudavrinningsområde.